# 山本想太郎
山本想太郎（やまもと そうたろう、1966年9月5日 - ）は、日本の建築家。一級建築士。
建築評論、翻訳等の著書多数。アート・イベントへの参加、アート制作活動も行う。山本想太郎設計アトリエ代表。東洋大学非常勤講師、工学院大学非常勤講師、芝浦工業大学非常勤講師。日本建築家協会（JIA）デザイン部会長。一般社団法人 HEAD研究会 代表理事（副理事長）。日本建築まちづくり適正支援機構　設計コンペ・プロポーザル相談室室長。

## 学歴 職歴
東京都生まれ。芝中学校・高等学校を経て、1989年早稲田大学理工学部建築学科 卒業。1991年早稲田大学理工学研究科修士課程修了。
1991～2003年坂倉建築研究所所属。
2003年、今村創平、南泰裕と プロスペクター・アソシエーション 設立。
2004年～ 一級建築士事務所 山本想太郎設計アトリエ主宰。

## 主な作品
- 「国分寺の家」（2004 東京都）[4]

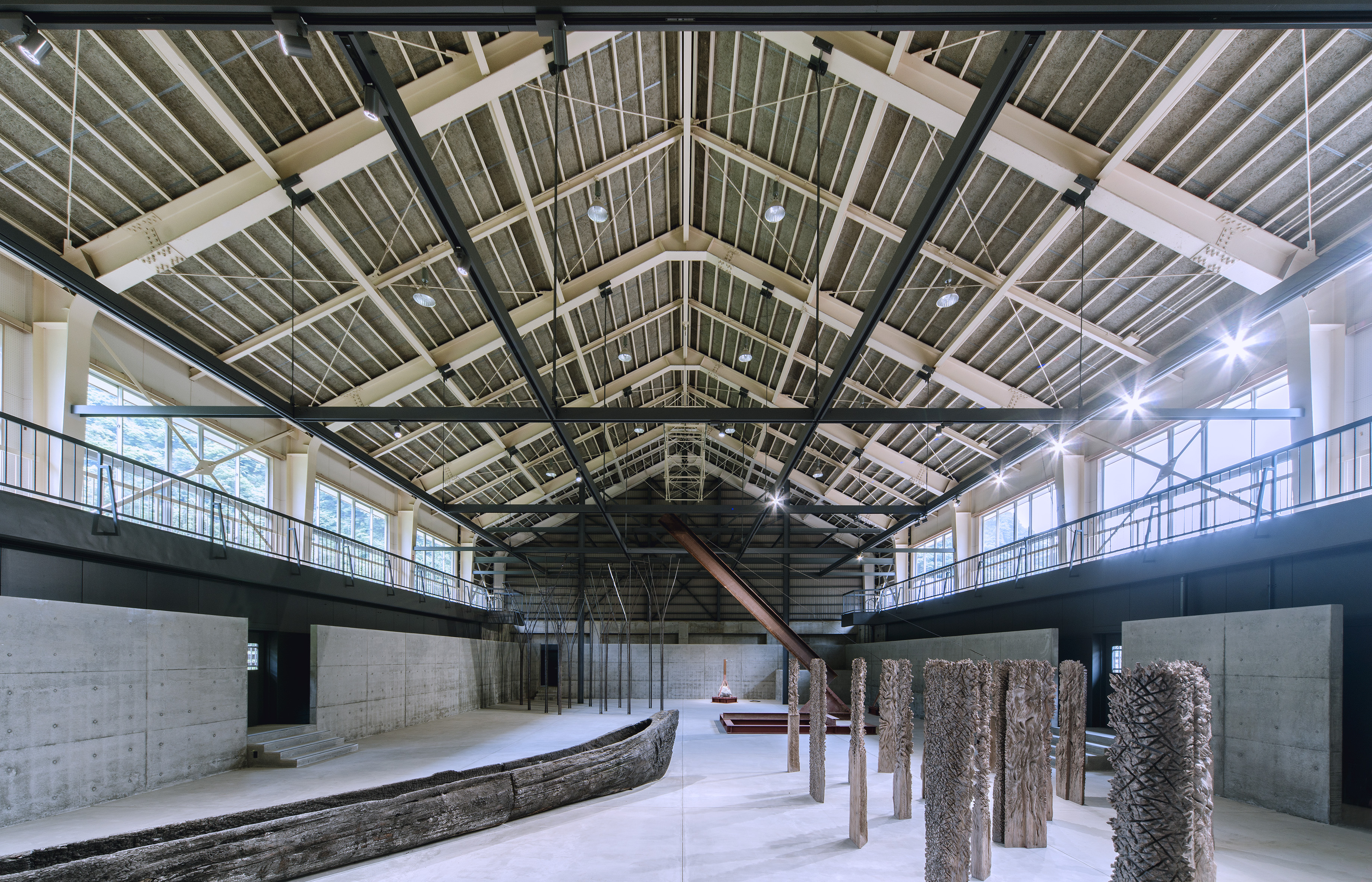
Echigotsumari-Kiyotsu-Soko-Mueum-02

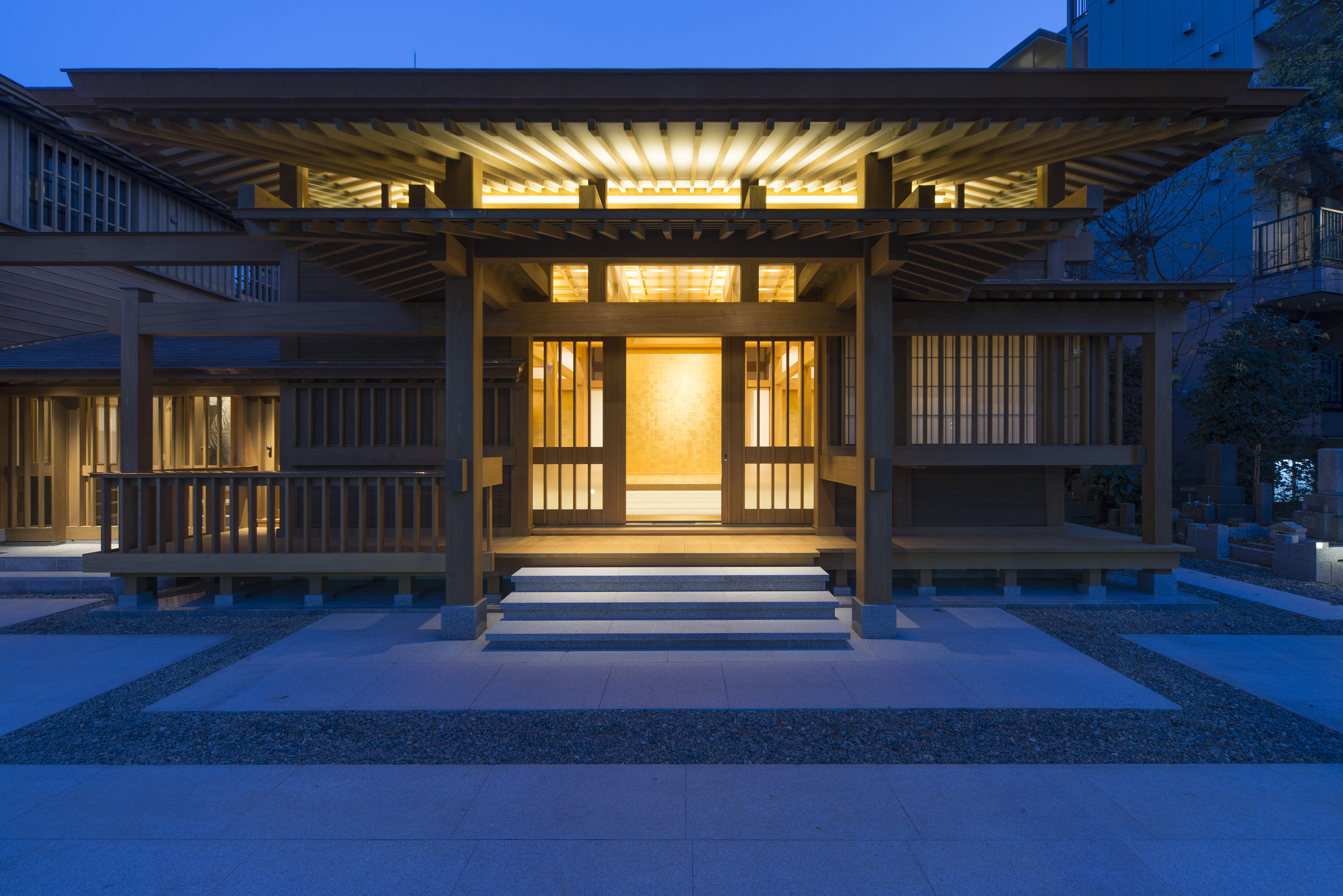
Raikoji Temple 01

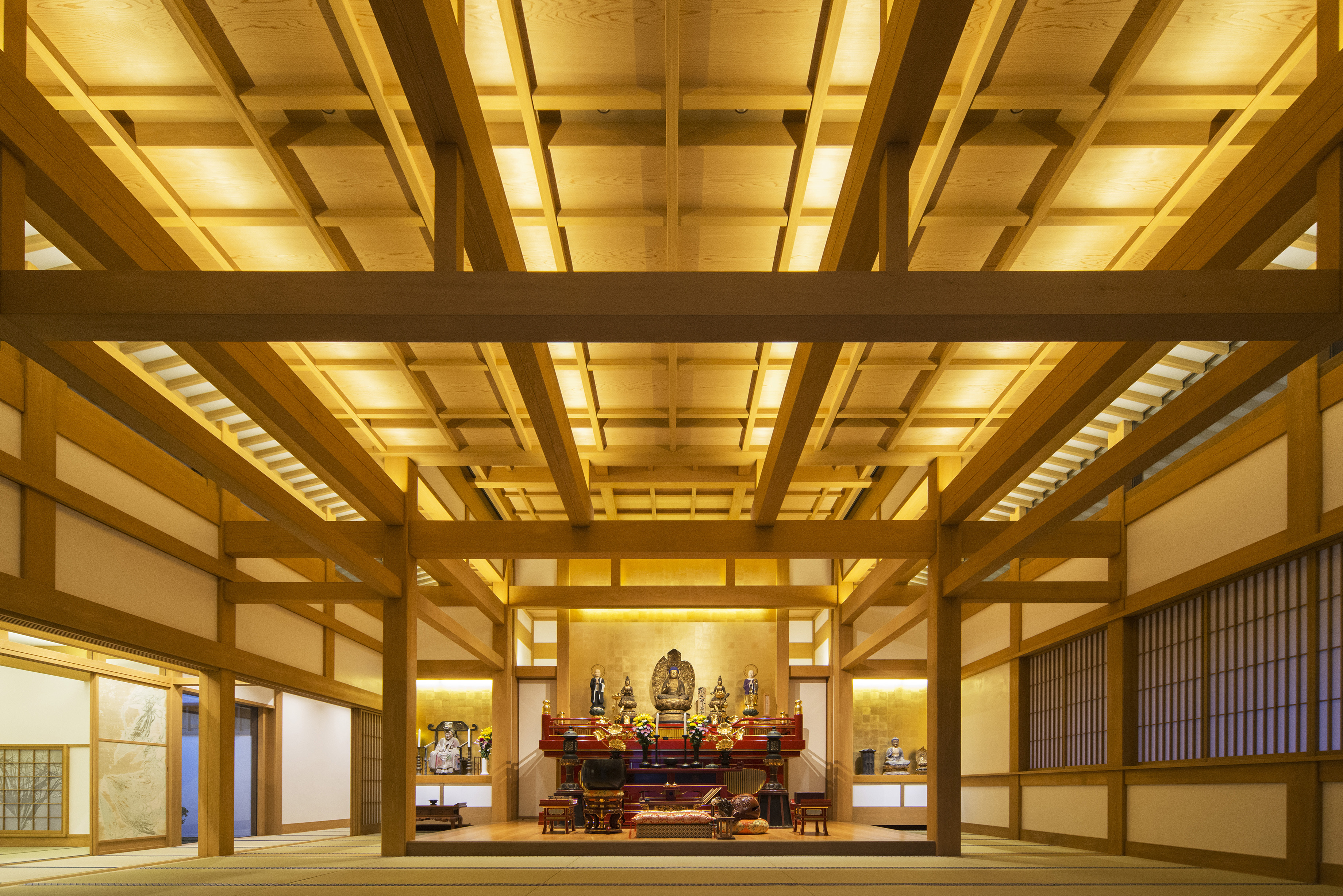
Raikoji Temple 02

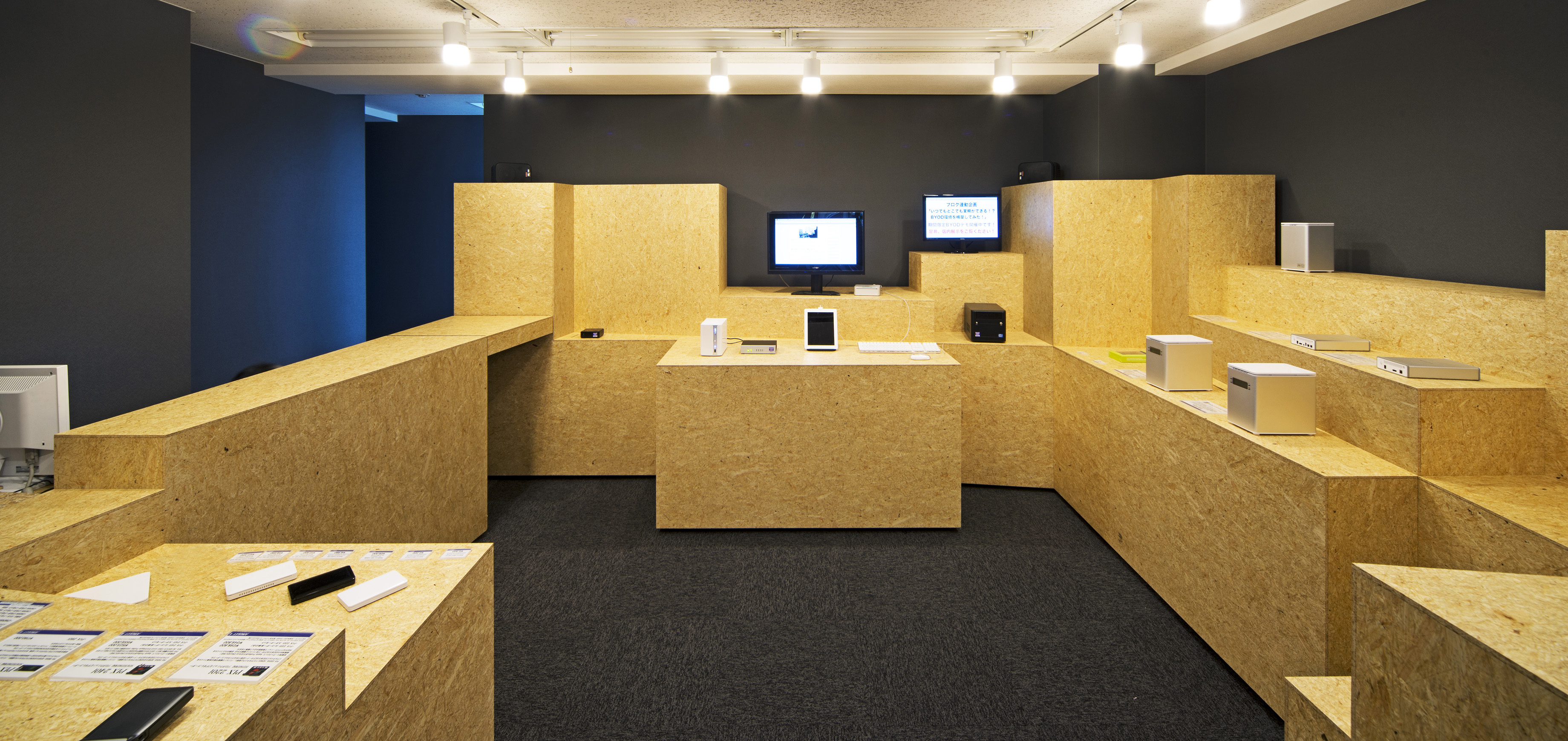
Amulet Shop 01

- 「板橋のリノベーション」（2005 東京都）[4]
- 「汐留プラザビル」（2005 東京都 坂倉建築研究所と共同設計）[4]
- 「南洋堂ルーフラウンジ」（2006 東京都 今村創平、南泰裕と共同設計）[4]
- 「コンタクト--足湯プロジェクト」（2006 新潟県 大地の芸術祭 越後妻有アートトリエンナーレ参加作品 今村創平、南泰裕と共同設計）[3]
- 「妻有田中文男文庫」（2007 新潟県）[2]
- 「東京国際ブックフェア 筑摩書房展示ブース」（2008 東京都）[4]
- 「日本橋大伝馬町プラザビル」（2008 東京都 ランドビジネスと共同設計）[4]
- 「建具ノニワ」（2009 新潟県 大地の芸術祭 越後妻有アートトリエンナーレ2009参加作品）[4]
- 「アイラン・カン-内なる本棚展」（2010 静岡県 会場構成）[3]
- 「東映デジタルセンター」（2010 東京都 内外装デザイン）[3]
- 「オーストラリア・ハウス」（2012 新潟県 基本設計：アンドリュー・バーンズ、アトリエ・イマムと共同実施設計・監理）[3]
- 「建具ノモリ」（2012 新潟県 大地の芸術祭 越後妻有アートトリエンナーレ2012参加作品）[3]
- 「浄土宗 来迎寺」（2013 千葉県）[2]
- 「アミュレット・ショップ」（2013 東京都）[3]
- 「みちの名前プロジェクト」（2016 神奈川県 AOBA+ART出品作品）[3]
- 「M.M.C スタジオ」（2017 東京都）[3]
- 「犀の目文庫 Rhino」（2017 山梨県）[3]
- 「磯辺行久記念 越後妻有清津倉庫美術館 SoKo」（2018 新潟県）[2]
- 「紙の家」（2019 東京都）[3]
- 「Bamboo Table “King”」（2022 横浜市にて展示 村上素子（竹細工職人）と共同制作）[3]
- 「織田島酒店」（2024 東京都）[3]

## 主な受賞
- 川越市シンボルマーク公募 最優秀賞 （2012）[3]
- オーストラリア建築家協会賞「2013 JORN UTZON AWARD」（2013 アンドリュー・バーンズ、今村創平と連名受賞）[3]
- 北米照明学会賞（2015 IESNA, Award of Merit）[3]
- AACA賞 優秀賞（2015 日本建築美術工芸協会）[3]
- 東京建築賞 奨励賞（2019 東京都建築士事務所協会）[3]
- グッドデザイン賞（2021 日本デザイン振興会）[3]
- アートテーブル大賞（2022 BankART1929　横浜市文化観光局）[3]

## 主な著書・訳書
- 『テクトニック・カルチャー』（共訳 TOTO出版 2002）[2]
- 『現代住居コンセプション』（共著 INAX出版 2005）[4]
- 『Detail Japan TALK』（リード・ビジネス・インフォメーション 2007）[4]
- 『建築家を知る／建築家になる』（王国社 2010）[2]
- 『異議あり!新国立競技場』（共著 森まゆみ編 岩波書店 2014）[3]
- 『イラスト解剖図鑑 世界の遺跡と名建築』（日本語版監修・共訳 東京書籍 2018）[3]
- 『みんなの建築コンペ論 新国立競技場問題をこえて』（倉方俊輔と共著 NTT出版 2020）[3]
- 『建築設計のためのプログラム事典 名設計の本質を探る』（共著 日本建築学会編 鹿島出版会 2020）[3]
- 『超インテリアの思考』（晶文社 2023）[3]
- 『プロジェクトデザインブック Vol.1』（共編著 フリックスタジオ 2024）[3]